# Rhamphomyia caeca
Rhamphomyia caeca är en tvåvingeart som beskrevs av Collin 1933. Rhamphomyia caeca ingår i släktet Rhamphomyia och familjen dansflugor. Inga underarter finns listade i Catalogue of Life.